# Robert Coerver
Robert Milner Coerver (ur. 6 czerwca 1954 w Dallas, Teksas) – amerykański duchowny katolicki, biskup Lubbock od 2016.

## Życiorys
Święcenia kapłańskie otrzymał 27 czerwca 1980. Został inkardynowany do diecezji Dallas. Był m.in. wychowawcą diakonów stałych, diecezjalnym cenzorem oraz dyrektorem wydziału ds. formacji stałej duchowieństwa.
27 września 2016 papież Franciszek mianował do biskupem ordynariuszem diecezji Lubbock. Sakry udzielił mu 21 listopada 2016 metropolita San Antonio - arcybiskup Gustavo Garcia-Siller.